# Campionati europei di nuoto 2010 - 200 metri dorso maschili
Le qualifiche per la semifinale si sono svolte la mattina del 13 agosto 2010, mentre la semifinale si è svolta la sera dello stesso giorno. La finale si è svolta, invece, la sera del 14 agosto 2010.

## Medaglie
| Posizione | Atleta             | Paese   |
| --------- | ------------------ | ------- |
| Oro       | Stanislav Donets   | Russia  |
| Argento   | Markus Rogan       | Austria |
| Bronzo    | Benjamin Stasiulis | Francia |

## Record
Prima della manifestazione il record del mondo (RM), il record europeo (EU) e il record dei campionati (RC) sono i seguenti.
| Record mondiale       | 1'51"92 | Aaron Peirsol Stati Uniti | 31 luglio 2009 Roma, Italia    |
| Record europeo        | 1'54"75 | Arkady Vyatchanin Russia  | 31 luglio 2009 Roma, Italia    |
| Record dei campionati | 1:55.44 | Arkady Vyatchanin Russia  | agosto 2006 Budapest, Ungheria |

Durante la competizione non sono stati migliorati record.

## Risultati batterie
| Pos. | Atleta                   | Nazionalità | Tempo       | Batteria    | Corsia      | Note        |
| ---- | ------------------------ | ----------- | ----------- | ----------- | ----------- | ----------- |
| 1    | Eric Ress                | Francia     | 1:58.97     | 5           | 5           |             |
| 2    | Stanislav Donets         | Russia      | 1:59.05     | 4           | 3           |             |
| 3    | Benjamin Stasiulis       | Francia     | 1:59.20     | 4           | 6           |             |
| 4    | Radosław Kawęcki         | Polonia     | 1:59.48     | 3           | 3           |             |
| 5    | Sebastiano Ranfagni      | Italia      | 1:59.81     | 3           | 4           |             |
| 6    | Aschwin Wildeboer Faber  | Spagna      | 1:59.86     | 5           | 6           |             |
| 7    | Markus Rogan             | Austria     | 2:00.09     | 5           | 3           |             |
| 8    | Nick Driebergen          | Paesi Bassi | 2:00.31     | 3           | 5           |             |
| 9    | Artem Dubovskoy          | Russia      | 2:00.33     | 3           | 6           |             |
| 10   | Damiano Lestingi         | Italia      | 2:00.45     | 5           | 4           |             |
| 11   | Gabor Balog              | Ungheria    | 2:00.72     | 4           | 7           |             |
| 12   | Dávid Verrasztó          | Ungheria    | 2:01.08     | 3           | 1           |             |
| 13   | Yannick Lebherz          | Germania    | 2:01.19     | 4           | 4           |             |
| 14   | Alexander Tarabrin       | Russia      | 2:01.27     | 5           | 2           |             |
| 15   | Sebastian Stoss          | Austria     | 2:01.33     | 5           | 7           |             |
| 16   | Derya Büyükunçu          | Turchia     | 2:01.48     | 2           | 8           |             |
| 17   | Mattias Carlsson         | Svezia      | 2:01.68     | 5           | 1           |             |
| 18   | Aristeidis Grigoriadis   | Grecia      | 2:01.84     | 4           | 2           |             |
| 19   | Pedro Diogo Oliveira     | Portogallo  | 2:02.08     | 1           | 5           |             |
| 20   | Itai Chammha             | Israele     | 2:02.15     | 4           | 1           |             |
| 21   | Olexandr Isakov          | Ucraina     | 2:02.31     | 3           | 2           |             |
| 22   | Jonatan Kopelev          | Israele     | 2:03.02     | 2           | 6           |             |
| 23   | Luca Marin               | Italia      | 2:03.07     | 3           | 7           |             |
| 24   | Andres Olvik             | Estonia     | 2:03.20     | 3           | 8           |             |
| 25   | Jean Francois Schneiders | Lussemburgo | 2:03.22     | 4           | 8           |             |
| 26   | Peter Nagy               | Ungheria    | 2:03.80     | 5           | 8           |             |
| 27   | Lazar Bogdanovski        | Serbia      | 2:04.01     | 2           | 4           |             |
| 28   | J.Miguel Rando Galvez    | Spagna      | 2:04.32     | 4           | 5           |             |
| 29   | Chris Christensen        | Danimarca   | 2:04.95     | 2           | 3           |             |
| 30   | Adam Dajka               | Ungheria    | 2:06.75     | 2           | 5           |             |
| 31   | Matas Andriekus          | Lituania    | 2:07.31     | 2           | 2           |             |
| 32   | Konstantins Blohins      | Lettonia    | 2:08.05     | 2           | 7           |             |
| 33   | Johan Rohtla             | Estonia     | 2:09.15     | 2           | 1           |             |
|      | Gal Nevo                 | Israele     | non partito | non partito | non partito | non partito |
|      | Guy Barnea               | Israele     | non partito | non partito | non partito | non partito |

## Semifinali
| Pos. | Atleta                  | Nazionalità | Batteria | Corsia | Tempo   | Note |
| ---- | ----------------------- | ----------- | -------- | ------ | ------- | ---- |
| 1    | Radosław Kawęcki        | Polonia     | 1        | 5      | 1:57.84 |      |
| 2    | Stanislav Donets        | Russia      | 1        | 4      | 1:58.01 |      |
| 3    | Benjamin Stasiulis      | Francia     | 2        | 5      | 1:58.31 |      |
| 4    | Yannick Lebherz         | Germania    | 1        | 7      | 1:58.42 |      |
| 5    | Nick Driebergen         | Paesi Bassi | 1        | 6      | 1:58.48 |      |
| 6    | Sebastiano Ranfagni     | Italia      | 2        | 3      | 1:58.73 |      |
| 7    | Markus Rogan            | Austria     | 2        | 6      | 1:58.79 |      |
| 8    | Eric Ress               | Francia     | 2        | 4      | 1:59.36 |      |
| 9    | Aschwin Wildeboer Faber | Spagna      | 1        | 3      | 1:59.41 |      |
| 10   | Artem Dubovskoy         | Russia      | 2        | 2      | 1:59.50 |      |
| 11   | Sebastian Stoss         | Austria     | 2        | 1      | 1:59.78 |      |
| 12   | Damiano Lestingi        | Italia      | 1        | 2      | 1:59.91 |      |
| 13   | Mattias Carlsson        | Svezia      | 2        | 8      | 2:00.72 |      |
| 14   | Gabor Balog             | Ungheria    | 2        | 7      | 2:01.20 |      |
| 15   | Derya Büyükunçu         | Turchia     | 1        | 1      | 2:01.94 |      |
| 16   | Pedro Diogo Oliveira    | Portogallo  | 1        | 8      | 2:02.13 |      |

## Finale
| Pos. | Atleta              | Nazionalità | Corsia | Tempo   | Note |
| ---- | ------------------- | ----------- | ------ | ------- | ---- |
|      | Stanislav Donets    | Russia      | 5      | 1:57.18 |      |
|      | Markus Rogan        | Austria     | 1      | 1:57.31 |      |
|      | Benjamin Stasiulis  | Francia     | 3      | 1:57.37 |      |
| 4    | Radosław Kawęcki    | Polonia     | 4      | 1:57.45 |      |
| 5    | Sebastiano Ranfagni | Italia      | 7      | 1:58.40 |      |
| 6    | Nick Driebergen     | Paesi Bassi | 2      | 1:58.59 |      |
| 7    | Yannick Lebherz     | Germania    | 6      | 1:58.87 |      |
| 8    | Eric Ress           | Francia     | 8      | 2:00.05 |      |